# Rusz Milán
Rusz Milán (Szeged, 1963. március 28. –) Jászai Mari-díjas magyar színművész, rendező, író.

## Életpályája
Orvoscsaládban született. 1969–1972 között a deszki Szerbhorvát Tanítási Nyelvű Általános Iskola, 1973–1977 között a szegedi Mérei Utcai Általános Iskola tanulója volt. 1977–1980 között a budapesti Szerbhorvát Gimnáziumban, 1980-1981 között a szegedi Tömörkény István Gimnáziumban tanult. 1983–1985 között Újvidéken orvosi egyetemre járt, majd 1985–1988 között az Újvidéki Művészeti Akadémia színész szakos hallgatója volt. 1988–1990 között a budapesti Színház- és Filmművészeti Főiskolán tanult, ahol diplomáját szerezte.
1985–1988 között az Újvidéki Színházban, 1989–1990-ben a Nemzeti Színházban volt főiskolai gyakorlaton. 1990–1994 között a Győri Nemzeti Színház tagja volt. 1995–1999 között a Joakim Vujic Szerb Színház igazgatója volt. 1999–2002 között a Magyarországi Szerb Színház Kht. ügyvezető igazgatója volt. 2002–2007 között szabadúszóként dolgozott. 2007-től ismét a Magyarországi Szerb Színház Kht. ügyvezető igazgatója. Rendszeresen szerepel a Turay Ida Színház előadásaiban is. 2020-2022 között az Újszínház színésze volt.

## Fontosabb színházi szerepei
- Katona József: Bánk Bán – Solom mester – Nemzeti Színház
- Ábrahám Pál: Viktória – Jancsi – Győri Kisfaludy Színház
- Huszka Jenő: Lili bárónő – Frédi – Győri Nemzeti Színház
- Jacobi Viktor: Sybill – Poire – Győri Nemzeti Színház
- Maugham – Szenes – Nádas: Imádok férjhez menni… Bill – Győri Nemzeti Színház
- Huszka Jenő: Gül Baba – Mujkó – Győri Nemzeti Színház
- Mrozsek: Emigránsok – XX – főiskolai vizsga és szerb nyelven Szerb Színház
- Dürrenmatt: János király – Pandulpho – Joakim Vujic Szerb Színház
- Csongrádi Kata: „Énekelj, Déryné!” – Egressy Gábor – Turay Ida Színtársulat
- Molnár Ferenc: Játék a kastélyban – Almády - Szerb Színház

## Fontosabb írásai
- Gde nestaje glas – (Hol vész el a hang) – versantológia – versek – Megjelent: 1982 – Tankönyvkiadó
- Na drugoj obali – (A túlparton) – versantológia – versek Megjelent:1987 – Nolit Belgrád
- Szentendrei Evangélium – ortodox passiójáték – bemutató: 1993. ápr. 17. budapesti Nemzeti Színház
- Farkasok Pásztora – rockopera libretto társszerzője – bemutatva:Szerb Nemzeti Színház Újvidék 1995. máj 3.
- Zombor Rózsája – az első szerb nyelven íródott operett – a Belgrádi Televízió többször sugározta, bemutatva a nemzetiségi fesztiválon az új „Nemzeti” nagyszínpadán
- Milioner Mikica – zenés vígjáték – A Magyarországi Szerb Színház mutatta be
- Stevan Koprivca: Vegyes házasság – fordítás és drámaadaptáció magyar közegre – Magyarországi Szerb Színház 2001.
- A rigómezei ütközet – szinkronforgatókönyv szerbről – Duna Televízió 1998.
- Hogyan kezdődött szigetünkön a háború – Ivo Bresan filmforgatókönyvének fordítása horvátról – Duna Televízió 1999.

## Fontosabb rendezései
- Mrozsek: Emigránsok – színmű – Félix  László rendezése alapján
- Dürrennmatt: János király
- Szentendrei Evangélium – passiójáték
- Rusz – Lengyel – Dujmov : Farkasok pásztora – rockopera
- Tunyogi – Milosevits : A furfangos szerb legény – mesejáték
- Molnár Ferenc: Játék a kastélyban – anekdota három felvonásban

## Filmes és televíziós szerepei
- Na végre, itt a nyár! (2002)
- Zsaruvér és csigavér 3: A szerencse fia (2008)

## Díjai, elismerései
- A Magyar Köztársasági Érdemrend lovagkeresztje (2011)[6]
- Jászai Mari-díj (2020)